# Nos amis les Terriens
Ne doit pas être confondu avec Nos amis les humains.
 (octobre 2015).
Pour plus de détails, voir Fiche technique et Distribution.
Nos amis les Terriens est une comédie française de science-fiction, à tonalité humoristique et dramatique, écrite et réalisée par Bernard Werber, sortie en 2007.
Le film est un faux documentaire supposément réalisé par des extraterrestres qui ont découvert l'existence du système solaire, de la Terre et des humains. Il se propose d'étudier le comportement humain en observant, du point de vue extraterrestre « candide » et réaliste, d'abord deux couples de trentenaires habitant dans une grande ville d'Europe : l'un est observé in vitro (enfermé dans une cage) et l'autre dans son milieu naturel. Puis les interrelations entre humains gagnent en intensité au fur et à mesure que des humains sont obligés de vivre ensemble.
La voix off du narrateur est celle de Pierre Arditi.
Durant tout le film, l'étude des humains est comparée à celle que font les humains des hamsters. Au demeurant, le scénario présente Donatien, conjoint de la femme enlevée, comme ayant acheté un hamster, qui sera relâché en fin de film, tout comme les prisonniers seront eux aussi relâchés par leurs mystérieux observateurs.

## Synopsis
Deux couples sont pris pour cibles par les extraterrestres : d'une part le couple Agathe / Donatien, d'autre part le couple Ursuline / Bertrand. 
Agathe et Bertrand, qui sont allés en forêt de Fontainebleau pour cueillir des champignons (lui) ou peindre (elle), sont enlevés par des extraterrestres et placés nus dans deux cages distinctes dont ils ne peuvent sortir. Puis ils peuvent communiquer en passant dans la cage de l’autre ; des habits leur sont remis ; une poule vivante leur est envoyée pour qu'ils puissent se nourrir. Par la suite ils sont rejoints par quatre autres personnes enlevées. De la nourriture cuite (des poulets rôtis) est placée en haut d'un mât de cocagne. Au fil des heures et des jours, une hiérarchie s'établit entre eux, le chef du groupe étant Félix. Une télécommande inutilisable envoyée par les extraterrestres permet à Félix, qui s'en empare par la force, d'affirmer son autorité sur le groupe. La voix off explique comment s'établissent les relations entre les humains, les rôles joués et les fonctions dans lesquelles ils se sont réfugiés. 
En alternance avec l'histoire de ces prisonniers, est racontée la vie des conjoints de ces personnes. Ursuline (la femme de Bertrand) et Donatien (le compagnon d'Agathe) vont au commissariat de police pour informer les autorités de la disparition de leurs conjoints. C'est d'ailleurs là qu'ils font connaissance. Puis ils vont boire un verre ensemble, puis vont déjeuner. Au début unis par un même fait objectif, la disparition du conjoint, leurs relations vont évoluer et les deux vont devenir intimes. La disparition d'Agathe et Bertrand a des conséquences sur leur façon de voir la vie : Ursuline et Donatien quittent tous deux leurs métiers car ils ont du mal à supporter la contrainte hiérarchique de leur employeur. Au cours d'une relation sexuelle entre eux, le préservatif utilisé se déchire, si bien qu'Ursuline tombe enceinte de Donatien, tout en ignorant cette situation. 
La fin du film montre la complexification de l'étude des relations humaines par les extraterrestres. Un nouveau groupe d'humains est enlevé ; ces humains sont envoyés rejoindre le groupe des six. Des conflits éclatent. Néanmoins, une nouvelle hiérarchie se rétablit entre les prisonniers, plus complexe. Agathe et Bertrand ont une relation sexuelle ensemble, et Agathe tombe enceinte. Un heurt violent ayant eu lieu entre Bertrand et Félix, ce dernier tue Bertrand durant son sommeil. La vie continue. Des pièces de menuiserie, des briques, des cordages, des tuiles, des tubes, sont remis aux prisonniers. Mettant leurs efforts en commun, ils parviennent à hisser l'un d'eux en haut de la « cage ». Ils ont atteint l'objectif défini secrètement par les extraterrestres : le groupe, par son organisation, est parvenu à s'entendre sur un projet commun et à l'accomplir. À l'exception de Bertrand, décédé, les prisonniers sont endormis, rendus amnésiques et se retrouvent en forêt de Fontainebleau, libres. Ils sont envoyés à l'hôpital où chacun retrouve sa famille. Agathe retrouve ainsi Donatien. Les membres du groupe vont assister aux obsèques de Bertrand.
Le film se termine par une phrase du narrateur évoquant l’aspect primitif des humains, mais expliquant que la rencontre avec eux dans l'espace aura lieu, un jour ou l'autre.

## Fiche technique
- Titre original : Nos amis les Terriens
- Titre anglophone international : Our Earthmen Friends
- Réalisation : Bernard Werber
  - Coréalisation : Samantha Campredon
- Scénario : Bernard Werber
- Musique : Alex Jaffray et Loïc Etienne
- Décors : François Chauvaud
- Costumes : Marité Coutard
- Photographie : Jérôme Peyrebrune et Stéphane Krausz
- Montage : Stephane Mazalaigue
- Direction de production : Do Combe
- Production exécutive : Jean-Paul de Vidas
- Production déléguée : Claude Lelouch
- Société de production et de distribution : Les Films 13 ( France)
- Société d'effets spéciaux numériques : Buf compagnie (Paris)
- Pays d'origine :  France
- Genre : comédie dramatique et fantastique
- Année de production : 2007
- Format : couleur
- Durée : 85 minutes
- Dates de sortie :
  - France : 18 avril 2007
  - Belgique : 18 avril 2007
  - Canada : 24 août 2007
- Date de sortie en DVD :
  - France : 14 novembre 2007

## Distribution
Le narrateur (voix)
- Pierre Arditi

Les prisonniers
- Audrey Dana : Agathe (« Sujet a - autonome »), peintre
- Boris Ventura : Bertrand (« Sujet b - souffre-douleur »), musicien et chanteur
- Viktoria Li : Charlotte (« Sujet c - femelle dominée »), étudiante d'origine coréenne
- Tonio Descanvelle : X (« Sujet e - mâle dominé »), infographe
- Wioletta Michalczuk : X (« Sujet d - femelle dominante »), infirmière en psychiatrie
- Sellig : Félix (« Sujet f - mâle dominant »), syndicaliste

Les personnes libres
- Annelise Hesme : Ursuline (« Sujet 1 »), comédienne
- Thomas Le Douarec : Donatien (« Sujet 2 »), réalisateur de films animaliers
- Shirley Bousquet : la photographe stressée et acariâtre

## Mise en scène
La narration en voix off est faite par Pierre Arditi sur un ton neutre et descriptif.
Le décor, lors la partie centrale relative à la séquestration des Terriens aux fins d'étude, se déroule dans un décor minimal : quelques murs suggérés par des briques formant le périmètre de la prison des humains et une lampe fixée au plafond. Si ce type de mise en scène est utilisé au théâtre, elle est très peu courante dans le cinéma. On peut citer en exemple le film Dogville de Lars von Trier datant de 2003. Cette mise en scène a été choisie afin de porter l'attention sur les acteurs et l'histoire mais aussi en raison de contraintes financières.

## Autour du film
- Nos amis les Terriens est le premier long métrage du romancier Bernard Werber qui avait déjà réalisé deux courts métrages[1]. Ce film a été projeté hors compétition en ouverture du Festival des films du monde de Montréal en 2006.
- Très peu distribué mais se voulant alternatif, il connut néanmoins à sa sortie un considérable échec commercial avec seulement 30 000 entrées dont près de la moitié sur Paris[2]. Il a pourtant été produit par Claude Lelouch, qui n'avait alors plus produit de long métrage pour un autre réalisateur que lui-même depuis près de treize ans[3]. Mais il a par la suite figuré dans les meilleures ventes en ligne en VOD. Un livre éponyme, rassemblant 250 photos du film, des textes inédits et un entretien entre Bernard Werber et le sociologue Boris Cyrulnik, a été édité.
- Un autre film, Rencontre, Amour et Sexe, réalisé en 1999 par Jeff Abugov, exploitait déjà le thème des humains vus par des extraterrestres mais ne s'attachait qu'à décrire leurs pratiques sexuelles.
- Les humains captifs reproduisent l'expérience de Didier Desor, un chercheur du laboratoire de biologie comportementale de la faculté de Nancy sur la hiérarchie. Six rats étaient placés dans une cage avec une piscine menant à la nourriture. Comme dans le film, il ressort de cette expérience : deux dominés, deux dominants, un autonome et un souffre-douleur.
- Certaines scènes de ce film ont été tournées à Pontoise.